# Busawe
Busawe è una circoscrizione (rural ward) della Tanzania situata nel distretto di Serengeti, regione del Mara. Conta una popolazione di 422 916 abitanti (censimento 2012).